# Koenraad II van Raabs
Koenraad II van Raabs (circa 1125/1130 - circa 1191) was van 1160 tot 1191 de laatste burggraaf van Neurenberg uit het huis Raabs.

## Levensloop
Koenraad stamde uit het huis Raabs, een edelvrije familie dat het graafschap Raabs en genoemd naar hun burcht in Raabs an der Thaya in Neder-Oostenrijk. Zijn vader was Koenraad I van Raabs, die in 1105 samen met zijn oudere broer Godfried II het burggraafschap Neurenberg ontving. Nadat zowel zijn vader als zijn oom waren overleden, werd Koenraads neef Godfried III burggraaf van Neurenberg. Bij diens dood in 1160 werd Koenraad II uiteindelijk zelf ook burggraaf van Neurenberg.
Koenraad II stierf in 1191 zonder mannelijke nakomelingen na te laten, waarmee de mannelijke lijn van het huis Raabs uitstierf. Hij had echter wel een dochter Sophia, die gehuwd was met graaf Frederik III van Zollern. Na de dood van Koenraad kreeg Frederik III van keizer Hendrik VI het burggraafschap Neurenberg toegewezen.